# عبد الله الشلتي
عبد الله علي عبد الله الشلتي فنان تشكيلي ومصور سعودي ولد في مدينة أبها عام 1952م (1372هـ). يعد أحد رواد الفن التشكيلي في منطقة عسير وفي السعودية، ويتميز بأسلوبه التأثيري الذي يستمد مواضيعه من واقع البيئة الجنوبية الزاخرة بالطبيعة الخلابة وأنماط البناء المتميزة.

## التعليم
حصل على دبلوم التربية الفنية في الرياض عام 1973م.

## نشأته
- نشأ الشلتي في أسرة متواضعة ومجتمع كان يسوده الانسجام والترابط حيث كانت أسرته تمضي يومها ما بين المنزل والمزرعة والتجارة مما زاد من ارتباطه بالمكان وغرس فيه حب التأمل.
- درس المرحلة الابتدائية في مدينة أبها، وانتقل إلى الرياض وهو في الصف الأول متوسط حيث درس في مدرسة حطين، ثم أكمل الصفين الثاني والثالث متوسط في مدينة الخبر في المنطقة الشرقية. كانت دراسته في متوسطة الخبر النموذجية مؤثراً قوياً ساعد على صقل موهبته الفنية حيث درس هناك على يد عدد من المعلمين المتميزين من دولة العراق الشقيقة مثل الأستاذ شاكر حسين الذي كان علمه عدد من الأسس الفنية الهامة.
- عاد إلى مدينته أبها ليتم هناك دراسة المرحلة الثانوية ثم درس في معهد التربية الفنية للمعلمين بالرياض ومن هناك انطلق في سماء الفن ليشارك في عدد من المسابقات والمعارض الفنية ويحصد الجوائز.

## حياته
يُعدُّ الفنان عبد الله الشلتي، واحدًا من الذين انطلقوا بفنهم، وقدّموه إلى العالم، حيث التحق بمعهد التربية الفنية بالرياض، لتلقّي العلوم الفنية. ارتبطت أعمال الفنان الشلتي ببداياته بمدينته، بحركة أهلها اليومية في المزارع وسفوح الجبال، ووسائل عيشه، حيث كان اللون في لمسة الفنان، يحمل كثيرًا حالة التعبيرعن الفكرة.
شارك الفنان في العديد من المشاركات الخارجية، وأيضًا العروض التي كان يقدمها مع الرئاسة العامة لرعاية الشباب. إلا أن أعمال الفنان كانت تركز على بيئته، حيث رسم مواضيع (مساجد تُشَد إليها الرحال، رسم الحرم المكي والمسجد النبوي والقدس الشريف.

## العمل
عمل مشرفاً على النشاط الفني بالإدارة العامة للتعليم بمنطقة عسير.

## مقتطفات
- بدأ نشاطه في النصف الثاني من السبعينات الميلادية، يعد من الرعيل الأول في عسير وهو فنان انطباعي رسم بأسلوبه بيئة عسير بكل ما فيها من مزارع وجبال ومنازل وغيرها.
- والفنان الشلتي يتميز بأسلوبه التأثيري الذي يستمد مواضيعه من واقع البيئة الجنوبية الزاخرة بالطبيعة الخلابة وأنماط البناء المتميزة.. كما يمتلك الفنان الشلتي علاقة كبيرة مع التشكيليين على مستوى المنطقة والسعودية لرقي تعامله.
- في عام 2014 أقام «ملتقى أهل أبها» حفلاً تكريميا للفنان التشكيلي الرائد عبد الله الشلتي، وذلك على المسرح الرديف بقرية المفتاحة التشكيلية، وقد بدئ الحفل بكلمة أحمد التيهاني، أكد فيها على أهمية تكريم الرموز الثقافية والإبداعية، مشددا على ما أسماه بـ«صناعة الرموز»، عادا الشلتي أحدهم، ثم ألقى رفيق درب المكرم الفنان مفرح عسيري، كلمة عرض خلالها بعض ذكرياته مع الشلتي عبر أكثر من أربعين عاما، تلتْها كلمة للدكتور شاهر النهاري، وصف فيها علاقة الشلتي بمدينة أبها، من خلال نص سردي، راوح في لغته بين الفصحى، والعامية، وتخللته الكثير من المصطلحات المحلية، ثم ألقى غازي بدوي كلمة أشاد فيها بالمكرم في أخلاقه وفنه، تلتها كلمة موجزة لمهدي بن إبراهيم الراقدي، سلط فيها الضوء على البدايات الفنية للشلتي، ثم ألقى المكرم كلمة مؤثرة شكر فيها الحاضرين، وخص بالشكر الذين قدموا من خارج منطقة عسير لحضور هذه المناسبة، من رفقاء الريشة وأصدقاء الطفولة، وأثنى على منظمي الحفل: التشكليلي عبد الله شاهر، والفوتجرافي أحمد نيازي. وقبيل نهاية الحفل الذي اتسم بالحميمية.[5]

## أسلوبه الفني
مارس الشلتي كلاً من الرسم والتصوير، وعرف بحبه لاستخدام الالوان الزيتية والأكريليك وعدد من المعاجين التي أكسبت سطحه التصويري بروزاً خاصاً، تنوعت موضوعاته بين تصوير البيئة العسيرية بمنازلها ومزارعها وأسواقها، وأيضاً تصوير المساجد المقدسة كالحرم المكي والنبوي ومسجد قبة الصخرة.

## بعض المشاركات والمعارض حتى ما قبل 2001
1. المشاركة في جميع معارض الرئاسة العامة لرعاية الشباب من عام 1394 1395هـ. وكذلك جمعية الثقافة والفنون المركز السعودي بجدة صالة روشان دار الفنون السعودية.
2. جميع المعارض العامة لمناطق المملكة بالرياض.
3. جميع معارض المقتنيات بالرياض.
4. جميع معارض الفن السعودي المعاصر بالرياض.
5. معارض من وحي البيئة بالرياض.
6. المعارض والمسابقات التي أقامتها دار الفنون السعودية.
7. معرض الطاقة بالولايات المتحدة الأمريكية.
8. معرض فانكوفر بكندا.
9. المعرض الدوري لمجلس التعاون الخليجي.
10. بينالي القاهرة الدولي.
11. بينالي الشارقة الدولي.
12. معارض ومسابقات المركز السعودي بجدة.
13. معارض ومسابقات الخطوط السعودية.
14. تمثيل السعودية في الأسبوع الثقافي بالجزائر «السعودي».
15. تمثيل السعودية في الأسبوع الثقافي السعودي في كل من: الإمارات وعمان.
16. معارض المملكة بين الأمس واليوم في كل من: الولايات المتحدة ومصر.
17. جميع معارض منطقة عسير.[1]

## أعمال فنية
حققت لوحته (الطواف حول الكعبة) أعلى سعر في المزاد الخيري الذي أقامته وزارة الثقافة السعودية بالتعاون مع دار «كريستيز» في «بيت نصيف» تحت مسمى «الفن للبلد» عام 2019.

## التكريم

### تكريم خالد الفيصل
في عام 2001، حظي الفنان التشكيلي الأستاذ عبد الله الشلتي، بتكريم من الأمير خالد الفيصل بوصفه أحد رواد الفن التشكيلي السعودي. وقد أقام فنانو المنطقة الجنوبية بهذه المناسبة معرضاً جماعيا في قرية المفتاحة شارك فيه أبرز فناني المنطقة وشبابها اعتزازا بما حققه الفنان الشلتي من مكانة اعتبر فيها سفيرا للمبدعين التشكيليين في المنطقة الجنوبية.

### ملتقى أهل أبها
في 9 مارس 2014، أقام "ملتقى أهل أبها"، حفلًا تكريميًّا للفنان التشكيلي عبد الله الشلتي، على المسرح الرديف بقرية المفتاحة التشكيلية، حيث حرص الملتقى على أهمية تكريم الرموز الثقافية والإبداعية.
بهذا الملتقى، تسلم الفنان الشلتي عددًا من الدروع والهدايا التذكارية من عددٍ من الجهات، منها، صحيفة الوطن التي كرمتْه بدرع "الوطن"، ونادي أبها الأدبي الذي قدّم للشلتي درعًا تذكاريًّا، وجمعية الثقافة والفنون، وجمعية المهندسين السعوديين، ونادي عسير للتصوير الفوتجرافي.

## الطواف حول الكعبة
في يوليو 2019، أقامت وزارة الثقافة في "بيت نصيف" بجدة، تحت مسمى "الفن للبلد"، بالتعاون مع دار "كريستيز"، مزادًا خيريًّا، حيث حصلت لوحة الفنان التشكيلي عبد الله الشلتي، التي تحمل اسم "الطواف حول الكعبة"، أعلى سعر، محققةً المركز الأول في المزاد.
كما تطرق الفنان السعودي التشكيلي عبد الله الشلتي بقوله: "تم بيع لوحتي التي تحكي الطواف حول الكعبة" بمبلغ 650 ألف ريال، وستذهب هذه الأموال لتأسيس متحف، يروي حكاية جدة التاريخية.